# George Njaralakatt
George Njaralakatt (ur. 23 czerwca 1946 w Kalayanthany) – indyjski duchowny syromalabarski, w latach 2014–2022 arcybiskup Tellicherry.

## Życiorys
Święcenia kapłańskie przyjął 20 czerwca 1971 i został inkardynowany do archieparchii Tellicherry. Od 1973 był prezbiterem eparchii Mananthavady (gdzie pełnił funkcje m.in. syncela, protosyncela i tymczasowego administratora), zaś od 2007 eparchii Bhadravathi (gdzie pracował jako protosyncel).
18 stycznia 2010 otrzymał nominację na eparchę Mandya. Sakry udzielił mu abp George Valiamattam.
29 sierpnia 2014 został mianowany arcybiskupem Tellicherry.
15 stycznia 2022 roku przeszedł na emeryturę.